# (12258) Oscarwilde
(12258) Oscarwilde (1989 GN4) est un astéroïde de la ceinture principale découvert le 3 avril 1989 par Eric Walter Elst à l'Observatoire européen austral.
Il est nommé d'après l'écrivain irlandais Oscar Wilde.